# Enzo Le Fée
Enzo Le Fée (Lorient, 3 febbraio 2000) è un calciatore francese, centrocampista del Sunderland.

## Caratteristiche tecniche
È un centrocampista centrale tecnico e dotato di buona visione di gioco.

## Carriera

### Club

#### Lorient e Rennes
Ha iniziato la propria carriera nelle giovanili del club dilettantistico dei Vigilante de Keryado, per poi passare al Lorient all'età di otto anni. Il 13 dicembre 2019 ha firmato il suo primo contratto professionistico con il club arancio-nero; il 10 maggio 2020, ha esordito in prima squadra disputando l'incontro di Ligue 2 pareggiato 0-0 contro il Sochaux.
Promosso definitivamente in prima squadra, con l'arrivo del tecnico Christophe Pélissier è divenuto titolare collezionando 26 incontri fino allo stop forzato a causa della pandemia di COVID-19. Il 30 aprile ha ottenuto la promozione in seguito alla decisione di assegnare il titolo di Ligue 2 alla società bretone, prima in classifica al momento dello stop. Ha debuttato in Ligue 1 il 23 agosto seguente, giocando da titolare la sfida casalinga vinta 3-1 contro lo Strasburgo.
Il 7 luglio 2023, viene acquistato a titolo definitivo dal Rennes, in Ligue 1, per circa 20 milioni di euro, firmando un contratto quinquennale con il club.

#### Roma e Sunderland
Il 10 luglio 2024, viene acquistato a titolo definitivo dalla Roma, in Serie A, per circa 23 milioni di euro. Il 18 agosto esordisce con i giallorossi ed in serie A nella partita in casa del Cagliari, pareggiata per 0-0.
Dopo avere trovato poco spazio coi giallorossi nella prima parte della stagione, il 10 gennaio 2025 Le Fée viene ceduto in prestito con obbligo di riscatto al verificarsi di determinate condizioni al Sunderland, nella Championship inglese. Il 24 maggio dello stesso anno, ottiene la promozione in Premier League con il club; in seguito a ciò, il 3 giugno seguente, viene ufficialmente riscattato dal club inglese, per una cifra totale di 24 milioni di euro (18 di parte fissa e sei di bonus), firmando un contratto quadriennale.

### Nazionale
Ha giocato nelle nazionali giovanili francesi Under-20, Under-21 ed Under-23; con l'Under-21 nel 2023 ha anche partecipato agli Europei di categoria.
Nel 2021 ha partecipato ai Giochi Olimpici di Tokyo.

## Statistiche

### Presenze e reti nei club
Statistiche aggiornate al 24 maggio 2025.
| Stagione          | Squadra           | Campionato        | Campionato | Campionato | Coppe nazionali | Coppe nazionali | Coppe nazionali | Coppe continentali | Coppe continentali | Coppe continentali | Altre coppe | Altre coppe | Altre coppe | Totale | Totale | Totale |
| Stagione          | Squadra           | Comp              | Pres       | Reti       | Comp            | Pres            | Reti            | Comp               | Pres               | Reti               | Comp        | Pres        | Reti        | Pres   | Reti   |        |
| ----------------- | ----------------- | ----------------- | ---------- | ---------- | --------------- | --------------- | --------------- | ------------------ | ------------------ | ------------------ | ----------- | ----------- | ----------- | ------ | ------ | ------ |
| 2017-2018         | Lorient 2         | N2                | 3          | 1          | -               | -               | -               | -                  | -                  | -                  | -           | -           | -           | 3      | 1      |        |
| 2018-2019         | Lorient 2         | N2                | 17         | 0          | -               | -               | -               | -                  | -                  | -                  | -           | -           | -           | 17     | 0      |        |
| 2021-2022         | Lorient 2         | N2                | 1          | 0          | -               | -               | -               | -                  | -                  | -                  | -           | -           | -           | 1      | 0      |        |
| Totale Lorient 2  | Totale Lorient 2  | Totale Lorient 2  | 21         | 1          |                 | -               | -               |                    | -                  | -                  |             | -           | -           | 21     | 1      |        |
| 2018-2019         | Lorient           | L2                | 2          | 0          | CF+CdL          | 1+0             | 0               | -                  | -                  | -                  | -           | -           | -           | 3      | 0      |        |
| 2019-2020         | Lorient           | L2                | 26         | 0          | CF+CdL          | 2+1             | 0               | -                  | -                  | -                  | -           | -           | -           | 29     | 0      |        |
| 2020-2021         | Lorient           | L1                | 36         | 0          | CF              | 1               | 0               | -                  | -                  | -                  | -           | -           | -           | 37     | 0      |        |
| 2021-2022         | Lorient           | L1                | 36         | 2          | CF              | 1               | 0               | -                  | -                  | -                  | -           | -           | -           | 37     | 2      |        |
| 2022-2023         | Lorient           | L1                | 35         | 5          | CF              | 1               | 1               | -                  | -                  | -                  | -           | -           | -           | 36     | 6      |        |
| Totale Lorient    | Totale Lorient    | Totale Lorient    | 135        | 7          |                 | 7               | 1               |                    | -                  | -                  |             | -           | -           | 142    | 8      |        |
| 2023-2024         | Rennes            | L1                | 25         | 0          | CF              | 4               | 0               | UEL                | 6                  | 0                  | -           | -           | -           | 35     | 0      |        |
| 2024-gen. 2025    | Roma              | A                 | 6          | 0          | CI              | 1               | 0               | UEL                | 3                  | 0                  | -           | -           | -           | 10     | 0      |        |
| gen.-giu. 2025    | Sunderland        | FLC               | 15+3       | 1          | FACup+CdL       | 0+0             | 0+0             | -                  | -                  | -                  | -           | -           | -           | 18     | 1      |        |
| 2025-2026         | Sunderland        | PL                | 0          | 0          | FACup+CdL       | 0+0             | 0+0             | -                  | -                  | -                  | -           | -           | -           | 0      | 0      |        |
| Totale Sunderland | Totale Sunderland | Totale Sunderland | 18         | 1          |                 | 0               | 0               |                    | -                  | -                  |             | -           | -           | 18     | 1      |        |
| Totale carriera   | Totale carriera   | Totale carriera   | 205        | 9          |                 | 12              | 1               |                    | 9                  | 0                  |             | -           | -           | 226    | 10     |        |

### Cronologia presenze e reti in nazionale
| Cronologia completa delle presenze e delle reti in nazionale ― Francia Olimpica | Cronologia completa delle presenze e delle reti in nazionale ― Francia Olimpica | Cronologia completa delle presenze e delle reti in nazionale ― Francia Olimpica | Cronologia completa delle presenze e delle reti in nazionale ― Francia Olimpica | Cronologia completa delle presenze e delle reti in nazionale ― Francia Olimpica | Cronologia completa delle presenze e delle reti in nazionale ― Francia Olimpica | Cronologia completa delle presenze e delle reti in nazionale ― Francia Olimpica | Cronologia completa delle presenze e delle reti in nazionale ― Francia Olimpica |
| Data                                                                            | Città                                                                           | In casa                                                                         | Risultato                                                                       | Ospiti                                                                          | Competizione                                                                    | Reti                                                                            | Note                                                                            |
| ------------------------------------------------------------------------------- | ------------------------------------------------------------------------------- | ------------------------------------------------------------------------------- | ------------------------------------------------------------------------------- | ------------------------------------------------------------------------------- | ------------------------------------------------------------------------------- | ------------------------------------------------------------------------------- | ------------------------------------------------------------------------------- |
| 16-7-2021                                                                       | Seul                                                                            | Corea del Sud olimpica                                                          | 1 – 2                                                                           | Francia olimpica                                                                | Amichevole                                                                      | -                                                                               |                                                                                 |
| 22-7-2021                                                                       | Tokyo                                                                           | Messico olimpica                                                                | 4 – 1                                                                           | Francia olimpica                                                                | Olimpiadi 2020 - 1º turno                                                       | -                                                                               |                                                                                 |
| 25-7-2021                                                                       | Saitama                                                                         | Francia olimpica                                                                | 4 – 3                                                                           | Sudafrica olimpica                                                              | Olimpiadi 2020 - 1º turno                                                       | -                                                                               | 61’                                                                             |
| 28-7-2021                                                                       | Yokohama                                                                        | Francia olimpica                                                                | 0 – 4                                                                           | Giappone olimpica                                                               | Olimpiadi 2020 - 1º turno                                                       | -                                                                               | 38’                                                                             |
| Totale                                                                          |                                                                                 | Presenze                                                                        | 4                                                                               |                                                                                 | Reti                                                                            | 0                                                                               |                                                                                 |

| Cronologia completa delle presenze e delle reti in nazionale ― Francia under 21 | Cronologia completa delle presenze e delle reti in nazionale ― Francia under 21 | Cronologia completa delle presenze e delle reti in nazionale ― Francia under 21 | Cronologia completa delle presenze e delle reti in nazionale ― Francia under 21 | Cronologia completa delle presenze e delle reti in nazionale ― Francia under 21 | Cronologia completa delle presenze e delle reti in nazionale ― Francia under 21 | Cronologia completa delle presenze e delle reti in nazionale ― Francia under 21 | Cronologia completa delle presenze e delle reti in nazionale ― Francia under 21 |
| Data                                                                            | Città                                                                           | In casa                                                                         | Risultato                                                                       | Ospiti                                                                          | Competizione                                                                    | Reti                                                                            | Note                                                                            |
| ------------------------------------------------------------------------------- | ------------------------------------------------------------------------------- | ------------------------------------------------------------------------------- | ------------------------------------------------------------------------------- | ------------------------------------------------------------------------------- | ------------------------------------------------------------------------------- | ------------------------------------------------------------------------------- | ------------------------------------------------------------------------------- |
| 2-9-2021                                                                        | Le Mans                                                                         | Francia under 21                                                                | 3 – 0                                                                           | Macedonia del Nord under 21                                                     | Qual. Europeo Under-21 2023                                                     | -                                                                               | 68’                                                                             |
| 11-11-2021                                                                      | Grenoble                                                                        | Francia under 21                                                                | 7 – 0                                                                           | Armenia under 21                                                                | Qual. Europeo Under-21 2023                                                     | 1                                                                               | 63’                                                                             |
| 16-11-2021                                                                      | Skopje                                                                          | Macedonia del Nord under 21                                                     | 0 – 1                                                                           | Francia under 21                                                                | Qual. Europeo Under-21 2023                                                     | -                                                                               | 68’                                                                             |
| 24-3-2022                                                                       | Calais                                                                          | Francia under 21                                                                | 2 – 0                                                                           | Fær Øer under 21                                                                | Qual. Europeo Under-21 2023                                                     | -                                                                               | 83’                                                                             |
| 28-3-2022                                                                       | Calais                                                                          | Francia under 21                                                                | 5 – 0                                                                           | Irlanda del Nord under 21                                                       | Amichevole                                                                      | -                                                                               |                                                                                 |
| 2-6-2022                                                                        | Grenoble                                                                        | Francia under 21                                                                | 2 – 0                                                                           | Serbia under 21                                                                 | Qual. Europeo Under-21 2023                                                     | -                                                                               | 66’                                                                             |
| 6-6-2022                                                                        | Erevan                                                                          | Armenia under 21                                                                | 1 – 4                                                                           | Francia under 21                                                                | Qual. Europeo Under-21 2023                                                     | 2                                                                               | 79’                                                                             |
| 23-9-2022                                                                       | Magdeburgo                                                                      | Germania under 21                                                               | 0 – 1                                                                           | Francia under 21                                                                | Amichevole                                                                      | -                                                                               | 73’                                                                             |
| 26-9-2022                                                                       | Valenciennes                                                                    | Francia under 21                                                                | 2 – 2                                                                           | Belgio under 21                                                                 | Amichevole                                                                      | -                                                                               | 68’                                                                             |
| 25-3-2023                                                                       | Leicester                                                                       | Inghilterra under 21                                                            | 4 – 0                                                                           | Francia under 21                                                                | Amichevole                                                                      | -                                                                               | 63’                                                                             |
| 28-3-2023                                                                       | Vannes                                                                          | Francia under 21                                                                | 0 – 0                                                                           | Spagna under 21                                                                 | Amichevole                                                                      | -                                                                               |                                                                                 |
| 16-6-2023                                                                       | Grenoble                                                                        | Francia under 21                                                                | 1 – 0                                                                           | Messico under 21                                                                | Amichevole                                                                      | -                                                                               | 46’                                                                             |
| 25-6-2023                                                                       | Cluj-Napoca                                                                     | Norvegia under 21                                                               | 0 – 1                                                                           | Francia under 21                                                                | Europeo Under-21 2023 - 1º turno                                                | -                                                                               | 61’                                                                             |
| 28-6-2023                                                                       | Cluj-Napoca                                                                     | Svizzera under 21                                                               | 1 – 4                                                                           | Francia under 21                                                                | Europeo Under-21 2023 - 1º turno                                                | -                                                                               | 19’                                                                             |
| 2-7-2023                                                                        | Tbilisi                                                                         | Francia under 21                                                                | 1 – 3                                                                           | Ucraina under 21                                                                | Europeo Under-21 2023 - Quarti di finale                                        | -                                                                               |                                                                                 |
| Totale                                                                          |                                                                                 | Presenze                                                                        | 15                                                                              |                                                                                 | Reti                                                                            | 3                                                                               |                                                                                 |

| Cronologia completa delle presenze e delle reti in nazionale ― Francia under 20 | Cronologia completa delle presenze e delle reti in nazionale ― Francia under 20 | Cronologia completa delle presenze e delle reti in nazionale ― Francia under 20 | Cronologia completa delle presenze e delle reti in nazionale ― Francia under 20 | Cronologia completa delle presenze e delle reti in nazionale ― Francia under 20 | Cronologia completa delle presenze e delle reti in nazionale ― Francia under 20 | Cronologia completa delle presenze e delle reti in nazionale ― Francia under 20 | Cronologia completa delle presenze e delle reti in nazionale ― Francia under 20 |
| Data                                                                            | Città                                                                           | In casa                                                                         | Risultato                                                                       | Ospiti                                                                          | Competizione                                                                    | Reti                                                                            | Note                                                                            |
| ------------------------------------------------------------------------------- | ------------------------------------------------------------------------------- | ------------------------------------------------------------------------------- | ------------------------------------------------------------------------------- | ------------------------------------------------------------------------------- | ------------------------------------------------------------------------------- | ------------------------------------------------------------------------------- | ------------------------------------------------------------------------------- |
| 6-9-2019                                                                        | Zagabria                                                                        | Croazia under 20                                                                | 1 – 1                                                                           | Francia under 20                                                                | Amichevole                                                                      | -                                                                               | 76’                                                                             |
| 8-9-2019                                                                        | Maribor                                                                         | Slovenia under 20                                                               | 2 – 2                                                                           | Francia under 20                                                                | Amichevole                                                                      | -                                                                               | 87’                                                                             |
| 10-10-2019                                                                      | Marbella                                                                        | Norvegia under 20                                                               | 1 – 2                                                                           | Francia under 20                                                                | Amichevole                                                                      | -                                                                               |                                                                                 |
| 15-11-2019                                                                      | Salon-de-Provence                                                               | Francia under 20                                                                | 4 – 0                                                                           | Turchia under 20                                                                | Amichevole                                                                      | -                                                                               | 46’                                                                             |
| 19-11-2019                                                                      | Salon-de-Provence                                                               | Francia under 20                                                                | 2 – 1                                                                           | Paesi Bassi under 20                                                            | Amichevole                                                                      | -                                                                               | 46’                                                                             |
| Totale                                                                          |                                                                                 | Presenze                                                                        | 5                                                                               |                                                                                 | Reti                                                                            | 0                                                                               |                                                                                 |

## Palmarès
- Ligue 2: 1

Lorient: 2019-2020